# Katherine Freese
Katherine Freese (Friburg de Brisgòvia, 1957) és una astrofísica estatunidenca i professora, coneguda per la seva recerca sobre la matèria fosca, i l'origen de l'univers. Va començar la seva carrera en física a la Universitat de Princeton, on va ser una de les primeres dones a especialitzar-se en aquesta disciplina. Freese ha estat una figura destacada en la lluita per la igualtat de gènere en la ciència.
Una de les seves aportacions més importants va ser el desenvolupament d'un model teòric que descartava la matèria fosca tipus MACHO (objectes massius compactes que inclouen estrelles febles i restes estel·lars) en favor de les partícules WIMP (partícules massives feblement interactuants). A més, va proposar eines per detectar la presència de WIMP a la Via Làctia.
Després de treballar com a professora a la Universitat de Michigan, directora de l'Institut Nòrdic de Física Teòrica a Estocolm, i professora convidada a la Universitat d'Estocolm, va ocupar la Càtedra Jeff i Gail Kodosky en física a la Universitat de Texas a Austin.
Freese és autora del llibre The Cosmic Cocktail: Three Parts Dark Matter, on explora la història de la investigació sobre la matèria fosca. En les seves conferències, ha destacat tant els avenços teòrics com els experiments avançats. A més de la seva feina científica, Freese ha parlat sobre els reptes de ser dona en el camp de la ciència, animant a les joves investigadores a trobar mentors i a superar sentiments d'inseguretat.
Va guanyar el Premi Lilienfeld 2019, atorgat anualment per la Societat Americana de Física en reconeixement de les contribucions excepcionals en física.